# Росовецький Станіслав Казимирович
Станіслав Казимирович Росовецький (20 березня 1945 року, Герцеброк, Німеччина — 3 квітня 2022 року) — український літературознавець, фольклорист, письменник, викладач. Писав українською та російською мовами.

## Життєпис
Влітку 1945 батьки-остарбайтери переїхали в СРСР. Після школи працював слюсарем в Лисичанську, Луганської області. У 1964 вступив на російське відділення Київського університету імені Т. Г. Шевченка, в 1967 отримав медаль «За кращу наукову студентську роботу». Однак замість аспірантури після університету потрапив в 1969 лейтенантом в Радянську Армію. За два роки служби (Калінінград) написав главу кандидатської дисертації. У 1971—1974 навчався в аспірантурі Київського університету, був останнім аспірантом професора О. А. Назаревського, київського учня академіка В. М. Перетца. У 1977 на запрошення академіка Д. С. Лихачова захистив в Інституті російської літератури (Пушкінському будинку) кандидатську дисертацію на тему «Розвиток жанру повісті в російській літературі XVI—XVII ст. („Повість про Петра і Февронію“ і пов'язані з нею твори)». У 2004 захистив в Київському університеті докторську дисертацію на тему «Фольклорно-літературні взаємозв'язки: генетичний аспект» (За спеціальностями «Українська література», «Фольклористика»).
З 1974 асистент кафедри історії літератури Київського університету, з 1979 старший викладач, з 1983 доцент тієї ж кафедри, з 1992 доцент, з 2004 по 2019 професор кафедри фольклористики Інституту філології Київського університету.
Наукові роботи (більше 360) публікувалися, крім України, в Бельгії, Німеччині, Білорусії, Канаді, Литві, Польщі, Росії, США, Туреччини, Узбекистані, Франції, Естонії російською, українською, англійською, французькою та турецькою мовами.
У 1996—2001 — головний редактор журналу «Православ'я і культура» (Київ).
Першу статтю по українознавчій проблематиці надрукував в 1978 році, брав участь в науковому перевиданні «Історії української літератури» М. С. Грушевського 1993—1996 в 6-ти томах, 9-ти книгах (завершив одноосібно), написавши, зокрема, концептуальні коментарі до 8 -ми книг. У 1994 на конкурсі фонду «Відродження» виграв два гранти його рукопис підручника «Український фольклор». Видано тільки в 2005—2006.
Ґрунтовна монографія «Шевченко і фольклор» вийшла трьома виданнями (2011, 2015 року, 2016) і отримала високу оцінку фахівців.
Помер 3 квітня 2022 року.